# Queeranarkism
Queeranarkism (eller anarkaqueer) är en anarkistisk tankeskola som förespråkar anarkism och social revolution som verktyg mot homofobi, lesbofobi, bifobi, transfobi, heteronormativitet, heterosexism, patriarkat och könsbinäritet. Bland tidiga HBTQ-anarkister som kampanjade för HBTQ-rättigheter både inom och utom den anarkistiska rörelsen och HBTQ-rörelsen finns John Henry Mackay, Adolf Brand och Daniel Guérin.
Den framstående anarkisten Emma Goldman var en uttalad kritiker av fördomar mot homosexuella. Lucía Sánchez Saornil, en lesbisk författare, var delgrundare i Mujeres Libres, en anarkistisk kvinnorörelse under det spanska inbördeskriget som fick upp till 30 000 medlemmar.
I modern tid räknas grupper som brittiska Queer Mutiny och amerikanska Bash Back! som queeranarkistiska. I Sverige finns Fag Army, som inför valet 2014 tårtade den kristdemokratiske partiledaren och socialministern Göran Hägglund.